# Christian LeBlanc
Pour les articles homonymes, voir Leblanc.
Christian LeBlanc (25 août 1958 à Fort Bragg, Caroline du Nord) est un acteur américain qui a remporté deux fois un Emmy Award.

## Biographie
Christian LeBlanc incarne actuellement le personnage de Michael Baldwin dans le feuilleton Les Feux de l'amour. Il a interprété ce rôle de 1991 à 1993, puis à nouveau à partir de 1997. Grâce à ce rôle, il a été nommé six fois pour recevoir un Daytime Emmy Awards, et a gagné un Outstanding Lead Actor award le 20 mai 2005 et le 15 juin 2007. Il a précédemment interprété un premier rôle sur un autre soap opéra, As the World Turns, incarnant Kirk McColl de 1983 à 1985.
Christian LeBlanc n'est pas parent avec Matt LeBlanc qui joue dans la série Friends.
Christian LeBlanc est gay et marié avec un homme mais confie souffrir de l'homophobie.

## Filmographie

### Cinéma
- 1998: The Disturbance at Dinner : Pat in the Box
- 2000: Puppy Love : John Luster (court-métrage)
- 2008: The Essence of Depp : Bob Jr.
- 2013: Grave Secrets : Mr. Peterson
- 2015: Therapy Required : Cary Ether (court-métrage)
- 2020: Across the Room : Waiter (court-métrage)

### Téléfilms
- 1991 : Seeds of Tragedy : Chauffeur
- 1993: Perry Mason - Baiser Mortel : Sherif
- 2013: The Grove : Maximus

### Séries télévisées
- 1983-1985 : As the World Turns : Kirk McColl (17 épisodes)
- 1986 : Riptide : Johnny Farnell (saison 3, épisode 12)
- 1986 : Hôtel : Male Desk Clerk (saison 4, épisode 1)
- 1987 : Cheers : Assistant (saison 6, épisode 10)
- 1988: Dans la chaleur de la nuit : Junior Abernathy (saison 1)
- 1991 : Monsters : John O'Connell (saison 3, épisode 16)
- 1991: Gabriel Bird : Kyle Ray (épisode 15)
- 1991-1993, depuis 1997 : Les Feux de l'amour : Michael Baldwin
- 1994 : Fantasmes : Leonardo (saison 3, épisode 3)
- 1995 : Dignostic : Meurtre : Coach Caldwell (saison 3, épisode 1)
- 2005 : As the World Turns : Michael Baldwin (2 épisodes)
- 2008 : Haine et passion : Invité au mariage (2 épisodes)
- 2011-2014 : Venice the Series : Jake (saisons 3 et 4)
- 2012-2013 : Fumbling Thru the Pieces : Bruce Daniels (saison 2, 3 épisodes)
- 2019 : Discover Indie Film : Waiter (saison 6, épisode 1)

## Awards et nominations
- Daytime Emmys Winner, Outstanding Lead Actor in a Drama Series (2005, 2007)
- Daytime Emmys Nomination, Outstanding Supporting Actor in a Drama Series (1999, 2000, 2003, 2004)
- Daytime Emmys Pre-Nomination, Outstanding Lead Actor in a Drama Series (2005, 2006)
- Daytime Emmys Pre-Nomination, Outstanding Supporting Actor in a Drama Series (2003, 2004)
- Soap Opera Digest Award Nominee, Favorite Return (1998)